# Zanositev
Zanosítev, spočétje ali koncépcija je začetek nosečnosti, ko oploditvi jajčeca s semenčico sledi ugnezdenje blastule.
Zanositev se pojavi takoj po ovulaciji (sprostitvi jajčeca iz jajčnikovega folikla), približno 14 dni po menstruaciji. Med ovulacijo postane sluznica materničnega vratu manj viskozna, kar omogoči hitrejše gibanje semenčic do jajčeca, ki se nahaja običajno ob ustju jajcevoda. Po oploditvi jajčeca s semenčico se začne oplojeno jajčece deliti ter se pomikati do ugneditvenega mesta na maternični sluznici, ki je običajno blizu materničnega svoda. Ugnezditev se zgodi 5 do 8 dni po oploditvi in tedaj je oplojeno jajčece že tvorilo celični sloj okoli votlinice, imenovane blastocista. Stena blastociste meri eno celic v debelino, razen na ebrionskem polu, ki se kasneje razvije v zarodek, sestoji stena iz sloja 3 do 4 celic v debelino.